# Gullbergs härad
Gullbergs härad var ett härad i Östergötland. Gullbergs härad omfattade ett område nordväst om Linköping vid västra och norra stranden av Roxen, som idag hör till Linköpings kommun. Arealen mätte 301 km² före 1928, 280 efter, varav land 264 och befolkningen uppgick 1920 till 6 441 invånare. Tingsställe var från 1599 till 1699 Vreta kloster Därefter och fram till 1918 var Sjögestad i Vreta klosters socken tingsställe. Från 1918 var Linköping häradets tingsställe.

## Namnet
Häradets namn skrevs 1353 "Gulbær hærædh". Förleden "Gul" kan uttydas "gul växtlighet, bördig mark".  Namnet Gullberg har redan tidigare knutits till Gullbergshögen sydöst om orten Berg i Vreta klosters socken.

## Geografi
Området består i söder av flack, uppodlad lerslätt, i de högre liggande områdena norr om den väst-östliga förkastningsbranten genom Östergötland härskar skogen. Inom häradet finns bland annat samhällena Ljungsbro och Berg.

### Socknar
Fem socknar ingår i Gullbergs härad:
- Björkebergs socken
- Flistads socken (före 1887 även del i Bobergs härad)
- Ljungs socken (före 1890 även del i Bobergs härad)
- Vreta klosters socken
- Stjärnorps socken (före 1889 även del i Finspånga läns härad och före 1870 del i Åkerbo härad)

Före 1895 ingick även delar av Västerlösa socken i Gullbergs härad.

## Län, fögderier, tingslag, domsagor och tingsrätter
Socknarna ingick i Östergötlands län. Församlingarna tillhör(de) Linköpings stift.
Häradets socknar hörde till följande fögderier:
- 1720-1899 Gullbergs, Bobergs och Valkebo fögderi
- 1900-1917 Vifolka, Valkebo, Gullbergs fögderi
- 1918-1945 Motala fögderi
- 1946-1990 Linköpings fögderi dock Björkebergs socken mellan 1952 och 1967 till Mjölby fögderi.

Häradets socknar tillhörde följande tingslag, domsagor och tingsrätter:
- 1680-1917 Gullbergs tingslag i 
  - 1680-1761 Bobergs, Gullbergs, Finspånga läns och Bråbo häraders domsaga
  - 1762-1791 Bobergs och Gullbergs häraders domsaga
  - 1792-1849 Bobergs, Gullbergs, Bråbo och Finspånga läns häraders domsaga
  - 1850-1917 Vifolka, Valkebo och Gullbergs domsaga
- 1918-1923 Valkebo och Gullbergs tingslag i Vifolka, Valkebo och Gullbergs domsaga
- 1924-1970 Linköpings domsagas tingslag i Linköpings domsaga

- 1971- Linköpings tingsrätt och domsaga

## Tidiga tingsplatser
Enligt ortnamnsforskaren Thorsten Andersson föreligger följande tidiga tingsplatser i Gullbergs härad:
- A. Kända genom medeltida diplom:
- Gunnarstorp 1356
- Gullberg 1379-1466

- B. Kända enligt häradets domböcker:
- Vreta (kloster) 1599-1699 (till och med sommartinget 1699)
- Sjögestad, Vreta klosters socken 1699-

Äldsta tingsplatsen var Gullberg som gett namn åt häradet. Gunnarstorp får betraktas som en mer tillfällig tingsplats.

## Häradshövdingar
| Ämbetstid | Namn                                | Levnadstid |
| --------- | ----------------------------------- | ---------- |
| 1353–1356 | Magnus Petersson Virde              |            |
| 1379      | Knut Nilsson                        |            |
| 1399–1419 | Gudmund Gregersson (nedvänd sparre) |            |
| 1431      | Magnus Karlsson                     |            |
| 1512      | Jon Nilsson                         |            |
| 1517–1518 | Peder Knutsson (Soop)               |            |
| 1526–1531 | Peder Knutsson                      |            |
| 1531–1532 | Erik Slatte                         |            |
|           | Lydert Slatte                       |            |
| 1546–     | Axel Eriksson (Bielke)              |            |
| 1559      | Anders Eriksson                     |            |
| 1568      | Lars Svensson                       |            |
| 1569–1573 | Simon Larsson                       |            |
| 1578–1579 | Arvid Gustafsson (Stenbock)         | 1541–      |
| 1581–1597 | Erik Jönsson (Lillie)               | –1597      |
| 1613–1614 | Vilhelm Krumar                      |            |
| 1615–1617 | Tyge Gyllencreutz                   |            |
| 1618–1620 | Måns Persson Gammal                 |            |
| 1628–1641 | Åke Soop                            |            |
| 1642      | Erik Drysenius                      |            |
| 1650–1652 | Jakob Lithman                       |            |
| 1652–1653 | Johan Nilsson Hultenius             | –1653      |
| 1680-1689 | Anders Westeman                     | 1652–1705  |
| 1689-1705 | Johan Aswer                         | 1654–1705  |
| 1705-1716 | Anders Fägerstierna                 | 1681–1728  |
| 1716-1721 | Lars Sandberg                       | 1681–1721  |
| 1721-1742 | Gustaf Adolf Lagerfelt              | 1693–1769  |
| 1742-1751 | Anders Ahlgren                      | 1702–1751  |
| 1752-1778 | Samuel Uggla                        |            |
| 1778-1792 | Elof Wetterman                      |            |
| 1792-1795 | Per Adolf Blidberg                  | 1747–1826  |
| 1795-1839 | Per Aschan                          | 1764–1839  |
| 1840-1849 | Paul Gustaf Norin                   | 1780–1849  |
| 1850-1851 | Fredrik Carl Pereswetoff-Morath     |            |
| 1852-1859 | Carl Johan Ek                       |            |
| 1860-1889 | Arnold Georg Rudling                |            |
| 1890-1923 | Gustaf Hjalmar Bergh                |            |
| 1924-1936 | Carl Wilhelm Åstrand                |            |
| 1936-1957 | Helge Arvid Sjögren                 |            |
| 1957-1970 | Elis Herman Dahlin                  |            |